# Jessica Kooreman
Pour les articles homonymes, voir Jessica Smith et Smith.
Jessica Kooreman, née Smith, est une patineuse de vitesse sur piste courte et championne de roller en ligne américaine.

## Biographie
Kooreman naît le 14 octobre 1983 à Dearborn. Elle étudie la gestion d'entreprise à l'université Ashford, puis déménage à Salt Lake City, où elle s'entraîne six à huit heures par jour. Elle épouse le patineur de vitesse Mike Kooreman, entraîneur de l'équipe américaine et ancien entraîneur de l'équipe d'Allemagne.
Elle commence le roller en ligne à l'âge de deux ans, comme ses parents l'y encouragent, puis elle décide de se mettre au patinage sur glace par volonté de participer à des Jeux olympiques. Elle commence par le patinage de vitesse, mais le principe de compétition contre la montre ne lui plaît pas, donc elle se consacre pleinement au short-track à partir de 2008.
Elle se distingue en dehors des compétitions par le motif de son casque : un pygargue à tête blanche sur fond de drapeau américain.

## Carrière

### Autres sports
Entre 1999 et 2006, elle obtient huit titres de championne du monde de roller en ligne. En 2007, Kooreman se blesse à l'épaule après une chute aux Championnats du monde de roller en ligne à Cali. Elle doit se faire opérer et arrête le roller,. Elle a aussi participé à plusieurs Coupes du monde de patinage de vitesse avant 2008. 

### Patinage de vitesse sur piste courte

#### Débuts internationaux
En 2009 et 2011, Kooreman remporte deux manches de la Coupe du monde en relais avec l'équipe américaine. En 2010, à Beijing, elle obtient le bronze au 1 000 mètres en Coupe du monde.
En 2012, à Shanghai ainsi qu'à Salt Lake City, elle a le bronze au 500 mètres en Coupe du monde.

#### Jeux olympiques de Sotchi
Début 2014, Kooreman se déchire le quadriceps juste avant les Jeux olympiques d'hiver de 2014. Elle retarde son opération pour pouvoir patiner pendant les Jeux. Aux Jeux olympiques, elle arrive quatrième du 1 000 mètres et 7e du 1 500 mètres. La même saison, elle arrive cinquième au classement général des Championnats du monde.

#### Jeux olympiques de Pyeongchang
La Coupe du monde de short-track 2016-2017, en quatre manches, fait office de qualifications pour le patinage de vitesse sur piste courte aux Jeux olympiques de 2018.
À la première manche de la Coupe du monde, à Budapest, elle arrive 10e au 1 500 mètres. Au 1 000 mètres, elle arrive quatorzième. Au 500 mètres, elle ne participe pas. À la troisième et avant-dernière manche de la Coupe du monde, en novembre 2017 à Shanghai, elle est disqualifiée dès le premier tour du 500 mètres. Elle reçoit un penalty au deuxième tour du 1 000 mètres.
À 34 ans, elle est la patineuse la plus âgée qualifiée aux Jeux olympiques de 2018, et la plus âgée à se qualifier dans cette équipe depuis la participation de Cathy Turner aux Jeux olympiques de Nagano à 35 ans,.